# Arlie Schardt
Arlie Alfred Schardt (Milwaukee, 24 april 1895 – Clearwater, 2 maart 1980), was een Amerikaanse atleet.

## Biografie
Schardt nam eenmaal deel aan de 1920 en won met het 3.000 m team de gouden medaille.

## Persoonlijke records
| Onderdeel | Prestatie | Jaar |
| --------- | --------- | ---- |
| mijl      | 4.20,2    | 1917 |

## Palmares

### 3.000 m team
- 1920:  OS - 10 punten

1912: Tell Berna, George Bonhag, Abel Kiviat, Louis Scott, Norman Taber ·
1920: Horace Brown, Michael Devaney, Ivan Dresser, Arlie Schardt, Lawrence Shields ·
1924: Elias Katz, Frej Liewendahl, Paavo Nurmi, Ville Ritola, Eino Seppälä, Sameli Tala